# Naturschutzgebiet Kuhlrader Moor und Röggeliner See
Koordinaten: 53° 43′ 55,4″ N, 10° 55′ 3,6″ O

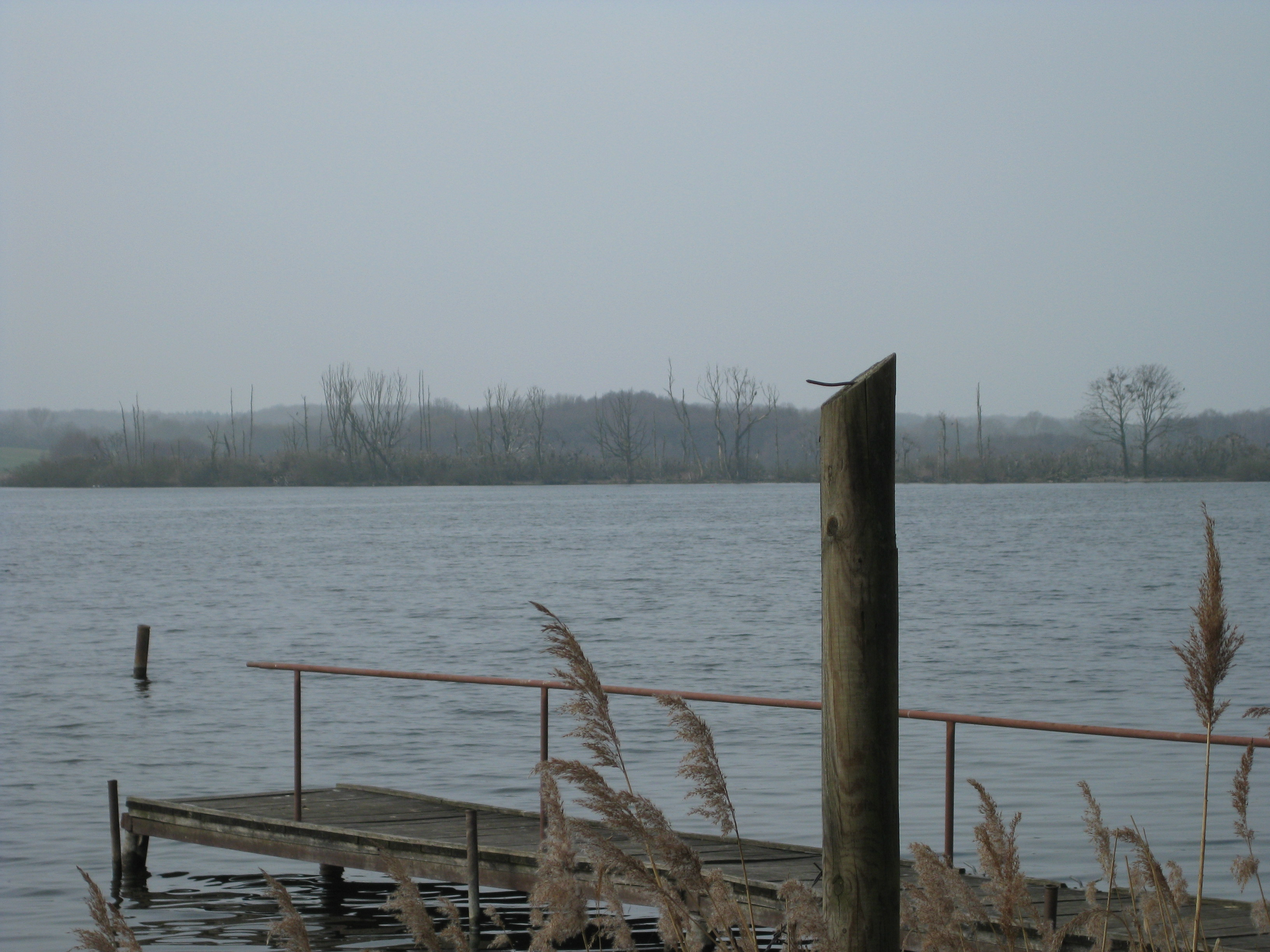
Röggeliner See mit Kormorankolonie

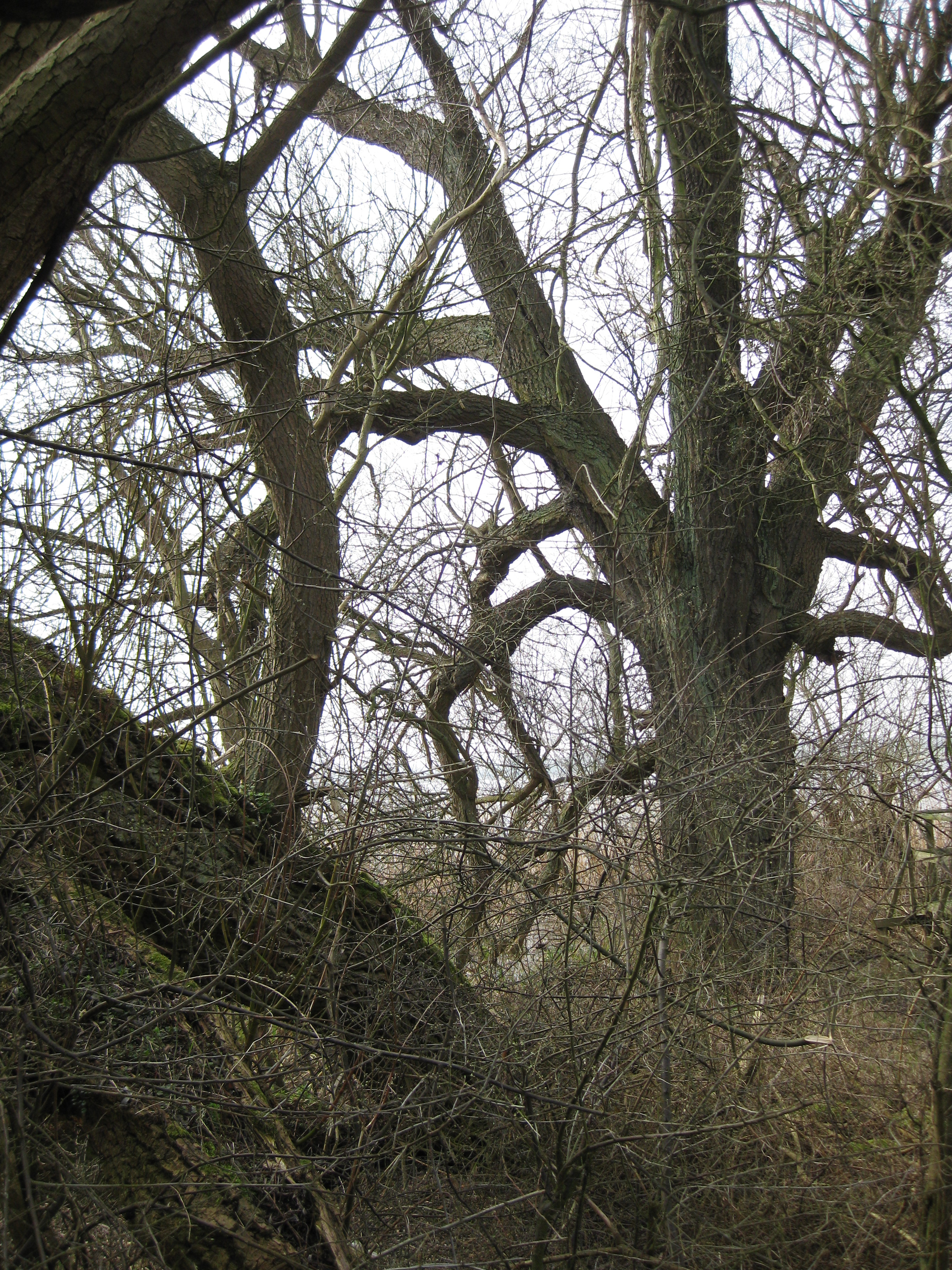
Uferbereich

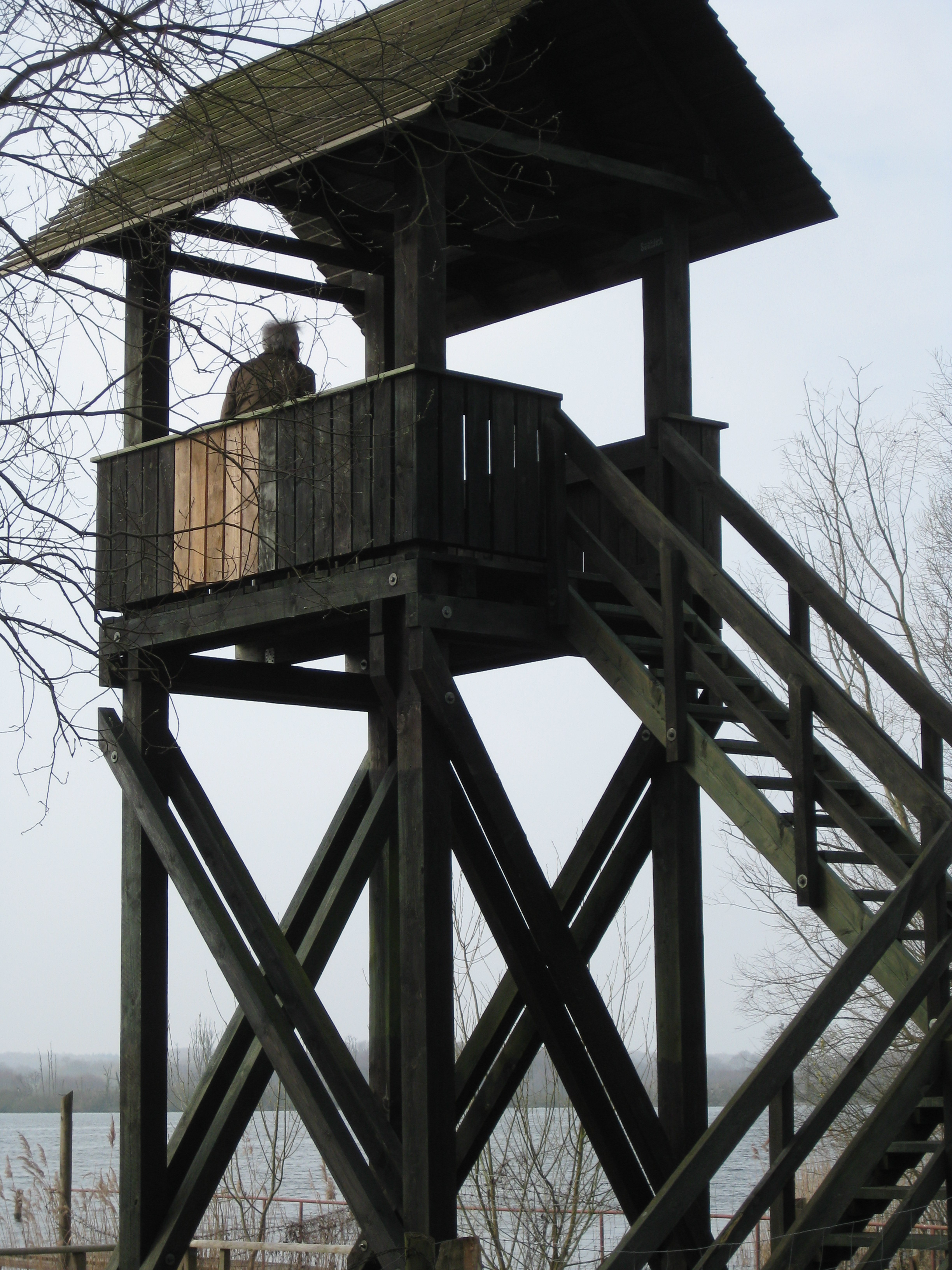
Aussichtsturm bei Klocksdorf

Das Naturschutzgebiet Kuhlrader Moor und Röggeliner See ist ein 328 Hektar umfassendes Naturschutzgebiet in Mecklenburg-Vorpommern nördlich von Dechow im Nordteil des Biosphärenreservates Schaalsee. Die Unterschutzstellung erfolgte am 24. März 1956, mit zwei Erweiterungen in den Jahren 1967 und 1972. 
Das Naturschutzgebiet gliedert sich in das westlich liegende Kuhlrader Moor und den östlich anschließenden Röggeliner See. Das Schutzziel besteht im Erhalt eines weitgehend abgetorften Moores sowie nährstoffarmen Flachsees. Der aktuelle Gebietszustand wird als befriedigend angesehen. Ein Betreten der Flächen ist nur bei den beiden Naturbadestellen bei Dechow und Klocksdorf möglich. Ein Aussichtsturm bei Klocksdorf ermöglicht einen guten Einblick in das Schutzgebiet.
Das Naturschutzgebiet ist Bestandteil des FFH-Gebietes Wald- und Moorlandschaft um den Röggeliner See.

## Geschichte
Zu DDR-Zeiten wurde das Kuhlrader Moor entwässert, um es für die Landwirtschaft als Grünland zu nutzen.

## Pflanzen- und Tierwelt
Hervorhebenswerte Pflanzenarten im Gebiet sind Krebsschere, Gemeiner Wasserschlauch, Froschbiss, Wasserfeder, Zwerg-Igelkolben und Wollgras. Als Brutvögel kommen Rohrdommel, Kiebitz, Bekassine, Rohrweihe, Kormoran, Eisvogel, Sperber, Kleinspecht sowie Grau- und Trauerschnäpper vor. 
In den letzten Jahren hat sich – nach erfolgter Wiedervernässung – die Situation für zahlreiche bedrohte Brutvögel positiv entwickelt: der Seeadler brütet seit zwei Jahren erfolgreich, der Kranichbrutbestand ist von einem Paar auf fünf gestiegen, weiterhin brüten acht Zwergtaucherpaare, Wasserralle, Tüpfelsumpfhuhn.
Die Zebraspinne lebt im Gebiet sowie zahlreiche Fledermaus- und Amphibienarten.